# Ермитажна доброволческа служба
Ермитажната доброволческа служба е програма на Държавния Ермитажен Музей в Санкт Петербург, Русия, обединяваща руски и чуждестранни студенти в младежка организация която предоставя на всеки желаещ възможността да се запознае с дейностите на Държавния Ермитаж чрез участие в подготовката и провеждането на различни мероприятия и работа над многобройни и интересни проекти.

## История на създаване
Създаването на Ермитажната Доброволческа Служба е неразделно свързано с подготовката по тържеството по случай тристотният юбилей на Санкт Петербург. Държавният Ермитаж взел активно участие в празнуването на юбилея. Били организирани множество мероприятия, както за жителите на града, така и за специални гости. Но реализирането на всички тези проекти било непосилно за Ермитажа. За това когато се намерили доброволци, готови да предложат своята помощ на музея, ръководството им поверило инициативата.
През януари 2003 лидерът на група младежи стремящи се да участват в празничните мероприятия състоящи се около тристагоднишнината на Санкт Петербург, Михаил Кожуховский, се обърнал към ръководството на Държавния Ермитаж с предложението да създаде в музея доброволческа служба от определено количество студенти владеещи чужди езици. В резултат, още преди утвърждаването на програмата, Държавният Ермитаж подбрал и подготвил за работа в музея 150 души. През есента програмата получила подкрепата на комитета по празнуването на триста години от създаването на Санкт Петербург. На 23 май 2003 година доброволците влезли в залите на Ермитажа. М. Кожуховский станал постоянен сътрудник в музея и ръководител на Доброволческата Служба, която получила статус на специална програма и оттогава функционира успешно.
За първите години от съществуването на Доброволческата Служба за доброволците били изработени сътруднически схеми с различните отдели на музея и били определени приоритетни направления за работа както и в Ермитажа, така и в другите му участъци.

## Екипът
Доброволческият екип е от много разнообразен състав и постоянно приема нови студенти, ученици, пенсионери, както руски така и чуждестранни. Всеки прекарва толкова време в музея, колкото може и сам избира за себе си занимания спрямо предпочитанията си. Но никой от доброволците не се отказва от необходимата съвместна работа.
В службата работят доброволци от Русия, Съединените американски щати, Швейцария, Франция, Италия, Германия, Великобритания. Корея и много други страни. Сред тях се намират филолози, журналисти, инженери, шофьори на трамвай, археолози, музиканти, бармани, преподаватели, и художествени историци.

## Дейност
Доброволците помагат на администратора с приема на гости, контролират достъпът до залите, и съблюдават спазването на правилата на музея. Още една безусловно важна отговорност на доброволците е оказването на помощ в провеждането на научноизследователската работа на научния отдел на Ермитажа: систематизация, реставрация, и каталогизация на съхраняваните обекти. Освен тези две задължения, заемащи значителна част от дейностите на службата, доброволците се заминават с превод на информационни материали, преподават чуждестранни езици, изпълняват секретарска и куриерска работа, помагат с изложения, театрални и концертни програми, и също със специални мероприятия на Държавния Ермитаж (такива като Международният благотворителен тържествен прием в Зимният дворец, среща на Клубът на Приятелите на Ермитажа). Добровлоците сътрудничат със службата по гостоприемство, отдела за източноевропейска и сибирска археология, отдела за античния свят, сектора по маркетинг, сектора по съвременно изкуство, ермитажния театър, пресслужбата на Ермитажа, и няколко други подразделения и отдели. Освен това, доброволците участват в международни семинари и конференции като по този начин допринасят към общата кауза за развитие на музея.

## Проекти
Дейността на доброволческата служба също включва създаването и реализацията на собствени проекти, насърчаването на младите към разрешаването на проблемите с културното наследство, и възпитанието им на отговорност за съхранението му.

### Комплексний Проект „Ропша“
Проект „Ропша“ е първият проект на доброволческата служба. Главната цел на проекта била да подсили вниманието върху проблема със съхранението на дворцо-парковия комплекс в Ропша. Ропша се намира на югозапад от Санкт Петербург и е в списъка на световното културно и природно наследство на ЮНЕСКО благодарение на разположения там дворец от 18 век.

### WHY (World Heritage & Youth) – Световното наследство и младежта
WHY (World Heritage & Youth) – „Световното наследство и младежта“ е много важен в наши дни проект на доброволческата служба. Названието на проекта „WHY“ може да се разгледа като въпроса: „Защо е важно за съвременната младеж да съхранява културното наследство?“. Отговор на този въпрос се опитват да дадат доброволци и специалисти в областта на съхранението на културното наследство в процеса на провеждащите се в рамките на проекта културни мероприятия, кръгли маси, срещи с представители на КГИОП и ВООПИК, археолози, историци, и активисти. Главната цел на проекта е да привлече колкото се може повече млади хора към идеята да съхранят културното наследство и да възбуди у тях интерес към наследството от миналото.

### Летен Университет
Започвайки в 2009 година, доброволческата служба на държавния Ермитаж съвместно с държавната корпорация за атомна енергия „Росатом“, в рамките на проекта WHY (World Heritage & Youth – Световното наследство и младежта), ежегодно организира летен университет за студенти победили в специалния конкурс на „Росатом“ провеждащ се в ЗАТО. В течение от две до четири седмици млади хора от различни краища на станата, получаващи преимущественно техническо образование, работят в качеството на доброволци в Ермитажа, посещават музеи, срещат се със специалисти от областта на културното наследство и пазачи на музея, взимат участие в археологически раскопки. Благодарение на съществуването на този проект младите хора получават уникален опит в музейната работа и могат да задълбочат разбирането си от културното наследство и да погледнат с други очи върху историята и културата на родната си страна.

### Игри, приключения и конкурси
Всяка година доброволческата служба организира няколо игри и конкурси за ученици и студенти. В един тип игра участниците могат да опознаят световната история и култура като предприемат увлекателно пътешествие по залите на музея в търсене на необичайни съкровища – експонати. Примерно, през февруари 2009 година играта „Скитски ден“ помогнала на децата да открият сами не само културата на Скитите, но и богатата култура на номадите в Алтай. Конкурси, организирани от доброволческата служба със сътрудничеството на научния отдел на Ермитажа имат на първо място образователен характер. Посещавайки тематический екскурзий и изпълнявайкий малки изследвания, децата могат да открият удивителният свят на историята и културата.
Игри и приключения проведени от доброволческата служба на държавния Ермитаж:
- Фестивал-приключение „Открий своята Европа в Ермитажа“, 26 септември – 2015 година.
- Приключение „Открий своята Европа в Ермитажа“, септември 2013 година.
- Приключение „Открий своята Европа в Ермитажа“, септември 2012 година.
- Приключение „Доброволчески игри 2010“, април 2010 година.
- Приключение „КотоВасия КотоМания“, март 2009 година.
- Приключение „Доброволчески игри 2009“, април 2009 година.
- Игра „Скитски ден“, април 2009 година.
- Игра „Звездни войни“, декември 2008 година – март 2009 година.
- Игра „Ледниковият период“, декември 2008 година.
- Игра „Индиана Джоунс в Ермитажа“, ноември 2008 година.

### Конкурси по компютърна графика и анимация
В 2005 година доброволческата служба започнала да провежда конкурси за ученици в областта на информационните технологии. Всяка година доброволческата служба разработва и провежда съвместно с НМО „Школьный Центр“ няколко конкурса тематично свързани с проведените в Ермитажа мероприятия и изложби. Провеждането на конкурсите включва организацията на специални образователни програми за участници от 6 до 17 години, преподаватели по информатика и доброволци, и също тържествени церемоний по награждаване. Конкурсните творения включват анимация, мултимедийни представления и компютърни живописи. Произведенията на победителите се показват на мониторите в залите на музея.
- Конкурси проведени от доброволческата служба на държавния Ермитаж:
- Конкурс „Буенос Диас, Аржентина“, септември – декември 2015 година.
- Конкурс „Лягушка-пътешественица“, април – ноември 2015 година.
- Конкурс „Рожденето на Ермитажа", декември 2014 года – април 2015 година.
- Конкурс „Расказаният свят – струва ни се далеко“, декември 2012 година.
- Конкурс „Котки и котенца – големи и малки“, април 2012 година.
- Конкурс „За девет дена до септемврийския календар“, декември 2011 година.
- Конкурс „Гараж на Николай II“, февруари 2011 година.
- Конкурс „…На прага на открития“, октомври 2010 година.
- Конкурс „По следите на Олимпийските богове“, април 2010 година.
- Конкурс „Автографът на Санкт-Петербург“, май 2009 година.
- Конкурс „Мултикот 2009“, март 2009 година.
- Конкурс „Новогодишнии празник“, декември 2007 година.
- Конкурс „Историята за Новогодишната Елха“, декември 2005 година.